# Becky Hammon
Rebecca Lynn 'Becky' Hammon (11 maart 1977) is een Amerikaans voormalig professioneel basketbalspeelster, onder meer in de WNBA. Ze werd in 2014 assistent/coach bij de San Antonio Spurs.
Hammon werd in 1998 Amerikaans international. Toen ze vernam dat ze niet was geselecteerd voor de Olympische Zomerspelen 2008, nam ze het Russisch staatsburgerschap aan en ging ze met de Russische nationale ploeg naar Peking. Daar won ze een bronzen medaille door de troostfinale te winnen van China. In de halve finale had Hammon met Rusland verloren van de latere winnaar, Verenigde Staten. Met de Russische ploeg won ze ook zilver op het EK 2009, werd ze vijfde op het WK 2010 en vierde op de Olympische Zomerspelen 2012.
In december 2020 scheef Hammon geschiedenis door als eerste vrouw ooit een NBA-team te leiden, nadat hoofdcoach Gregg Popovich was weggestuurd tijdens een duel.
Ze is sinds 2022 coach van de Las Vegas Aces die uitkomen in de WNBA. Ze werd in 2022 en 2023 kampioen.
0 Jackie Young · 
1 Kierstan Bell · 
2 Riquna Williams · 
4 Aisha Sheppard · 
5 Dearica Hamby · 
10 Kelsey Plum · 
12 Chelsea Gray · 
21 Iliana Rupert · 
22 A'ja Wilson · 
41 Kiah Stokes · 
51 Sydney Colson · 
55 Theresa Plaisance · 
Coach Becky Hammon
0 Jackie Young · 
1 Kierstan Bell · 
2 Riquna Williams · 
3 Candace Parker · 
7 Alysha Clark · 
10 Kelsey Plum · 
12 Chelsea Gray · 
13 Cayla George · 
22 A'ja Wilson · 
41 Kiah Stokes · 
51 Sydney Colson · 
81 Alaina Coates · 
Coach Becky Hammon